# جيم تاكر (صحفي)
جيم تاكر (بالإنجليزية: Jim Tucker)‏ هو صحفي أمريكي، ولد في 31 ديسمبر 1934 في تشارلوت في الولايات المتحدة، وتوفي في 26 أبريل 2013 في فريدريكسبيورغ في الولايات المتحدة.